# Pedro Manuel Salamanca Mantilla
Pedro Manuel Salamanca Mantilla (ur. 4 czerwca 1961 w Bucaramandze) – kolumbijski duchowny katolicki, biskup pomocniczy Bogoty w latach 2015-2022, biskup Facatativá od 2022.

## Życiorys

### Prezbiterat
Święcenia kapłańskie otrzymał 30 listopada 1986 i został inkardynowany do archidiecezji Bogoty. Przez wiele lat pracował jako wychowawca w bogotańskim seminarium. W latach 2006–2015 był delegatem biskupim ds. formacji stałej kapłanów.

### Episkopat
7 listopada 2015 papież Franciszek minował go biskupem pomocniczym archidiecezji Bogota ze stolicą tytularną Aquae in Mauretania. Sakry biskupiej udzielił mu 12 grudnia 2015 kardynał Ricardo Antonio Tobón Restrepo.
21 kwietnia 2022 roku papież Franciszek mianował go biskupem Facatativá.